# Медаль Василя Костянтина Острозького
Медаль Василя Костянтина Острозького — золота лита медаль XVI століття із портретом князя Василя Костянтина Острозького. Зразок української малої пластики раннього нового періоду. Зберігається у Ермітажі, Санкт-Петербург, Росія. Останній реалістичний портрет Василя Костянтина Острозького, виконаний на схилі його життя або після смерті на замовлення сина Януша Васильовича Острозького. Ототожнюється зі згадкою 1616 року в описі клейнодів скарбу князів Острозьких «золотого лиця небіжчика князя їх мосці старого», що зберігалася в Дубенському замку. А також, в інтерпретації деяких дослідників, із так званою «золотою посмертною маскою» батька, яку носив при собі Януш Васильович Острозький, дослівно пол. «twarz xcia Jmści starego złota».

## Віднайдення медалі
26 листопада 1898 року під час ремонтних робіт на хорах собору Успіння Пресвятої Богородиці Києво-Печерського монастиря біля лівого бокового вівтаря святого Феодосія Печерського, поруч з надгробком князя Костянтина Острозького знайдено чотири олов'яні посудини та круглу дерев'яну діжку (за іншими даними — вулик і три великі баклаги), що були наповнені австрійськими, данськими, норвезькими, німецькими, польськими, шведськими, французькими і московськими монетами XIV — другої половини XVII століття. Загалом скарб складався з 6184 золотих і 9895 срібних монет загальною вагою близько 312 кг. Серед них були виявлені унікальні медальйони: римський золотий V століття до н. е. із зображенням візантійських імператорів Констанція і Константа, медаль Василя Костянтина Острозького, монета номіналом в десять дукатів Зиґмунта II, викарбувана на честь перемоги в битві під Хотином.
16 грудня 1899 року за рішенням Синоду Православної російської церкви, яка володіла монастирем, скарб був проданий до столичного Ермітажу за символічну суму в 65 тисяч рублів. Невдовзі, щоб розплатитися з придворним відомством, яке дало гроші на викуп скарбу на умовах позики, певну кількість дублетів продали на аукціоні в Амстердамі. Декілька дублетів медалей передані Історичному музеєві в Москві, решта залишилися в Ермітажі.

## Опис медалі

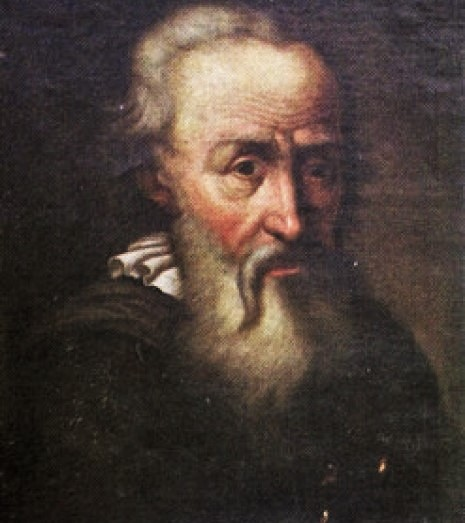
Портрет Василя Костянтина Острозького зі збірки Національного музею у Львові

За спостереженнями дослідника києво-печерського скарбу Владислава Лукомського це була: Медаль золота, діаметром 40 мм, важила коло 10 червінців. На лицьовому боці медалі мала погрудне зображення князя Василя Костянтина Острозького з головою трошки праворуч, на плечах — хутро з великим коміром; навкруги — напис: CONSTANTIN, CO. D[ei]: G[ratia]. DUX. OSROGIAE. P[alatinus ]. KIO[viae]. M. T. WO[liniae]; C[apitaneus]. W[olodimiriae]., в перекладі: «Костянтин Костянтинович, Божою милістю князь Острозький, воєвода Київський, маршалок землі Волинської, староста Володимирський». На звороті медалі князівський герб й анаграматичний латинський напис навкруги: ANAGR: En. Vt. Vox. Insons. Ducit IN. Astra. SVOS, тобто: «Ось як невинний (чи громогласний) голос веде своїх на небо»; інший варіант перекладу: «Ах, він побачив своїх на небі».
Як зауважують інші дослідники, образ князя позбавлений ідеалізації: обличчя загострене завдяки опуклим вилицям і видовжене довгою клиноподібною бородою, на переніссі — зморшки, повіки важкі, під очима — набрякання. Князь одягнений у шубу з парчі чи шовку, малюнок тканини з трилисників, оторочену хутром і хутряним коміром. Василь Костянтин Острозький виглядає старим — із рідким волоссям і залисиною на оголеній голові. Його шляхетне вбрання та постава вказують на високий соціальний статус і положення серед еліти. Сам метал, з якого виготовлена медаль, золото високої проби, свідчить про багатство замовника. Подібні монетні символи вживалися лише володарями держави та в особливих випадках представниками світської та духовної еліти, серед інших — королями та Папами Римськими. Статусно символізм медалі відповідає формулі «некоронованих королів Русі», атрибутованій родині князів Острозьких.
За портретною схожістю — найближче до викарбуваної на медалі парсуни князя з картини, що зберігається в Національному музеї у Львові.
Була виготовлена майстрами високого рівня, вочевидь, на замовлення сина Василя Костянтина Януша Васильовича Острозького. Наявність вушка засвідчує, що медаль мали носити як медальйон.

## Додатково
- Наприкінці XIX століття в Дерманському монастирі зберігалася медаль з портретним зображенням Костянтина Івановича Острозького — батька Василя Костянтина, вмонтована в дерев'яний хрест. На думку українських дослідників, медаль була вибита 1516 року на вшанування перемоги в битві під Оршею під проводом Великого гетьмана Литовського і містила найбільш автентичний портретний вияв його особи[8][9].

- Депутат Державної Думи Російської імперії від Острозького повіту Волинської губернії Василь Шульгін писав у своїх спогадах[10]:

<…> Цілковитий провінціал, я доволі швидко, змолоду, напевно, опанував науку, як випрошувати в бюрократії що-небудь для тих, хто мене «послав до Державної думи». Жителі Волині й інших губерній вважали, що в особі депутатів вони отримали природних посередників у столиці з різних питань. Одного разу я просив за молодого київського музиканта, відому петербурзьку піаністку Єсіпову. Сам я не чув ні його, ні її навіть їх ніколи не бачив.
Другим разом я мучив знаменитого художника Лукомського і його брата, фахівця геральдиста. Ще канючив капітана 1 рангу, командира Петербурзького порту барона Тінпоута, який був найвідомішим медалістом Росії. А діставав я їх всіх тому, що мої виборці з Острозького повіту написали, що їм потрібна медаль, карбована на честь князя Костянтина Острозького. Де й коли була карбована ця медаль, невідомо, але, звісно, «наш славний депутат знайде її!». Медаль їм абсолютно потрібна, так як музей імені князя Острозького, який жив наприкінці XVI століття, не може далі існувати без неї. Я всіх вищезгаданих осіб мордував доти, доки командир Петербурзького порту не відлив мені копію цієї медалі, яку я в нього знайшов. Коли я надіслав цю медаль до Острога, я, як візник, що доїхав до станції: «Родные, стой, неугомонные», —

Сказал и горестно вздохнул…

Ні, не тяжко, — радо!

- Після досягнутої між представниками Української СРР та Російської СФРР 1930 року згоди, медаль мали передати до українського музею, але з невідомих причин цього так і не зробили[12].

- 2004 року дві копії медалі за фотознімком виготовив український майстер Август Вольський. Нині одну з них можна побачити в експозиції персональної виставки ювеліра в острозькому Музеї нумізматики, а другу в салоні автора в місті Славута Хмельницької області[13].